# Península de Saanich
La península de Saanich (Straits Salish: W̱SÁNEĆ) es troba al nord de Victòria, Colúmbia Britànica, Canadà. Limita amb Saanich Inlet a l'oest, Satellite Channel al nord, el petit pas de Colburne al nord-est i l'estret de Haro a l'est. El límit sud exacte del que es coneix com la "Península de Saanich" (o simplement com "la Península") és poc definit en el contex local.
Envoltada pel mar de Salish, la península de Saanich està separada de l'illa Saltspring per Satellite Channel, l'illa Piers i l'illa Coal pel pas de Colburne i l'illa James pel pas de Còrdova a l'estret de Haro.